# Giorgio Abonante
Giorgio Angelo Abonante (Alessandria, 27 agosto 1975) è un politico italiano, sindaco di Alessandria dal 27 giugno 2022.

## Biografia
Nato nel 1975 ad Alessandria, ha frequentato l'Istituto tecnico industriale "Alessandro Volta" per poi laurearsi in scienze politiche presso l'Università del Piemonte Orientale con una tesi sul piano strategico di Alessandria. Successivamente consegue un master di primo livello in sviluppo locale presso il medesimo ateneo.
Esponente del Partito Democratico, è stato eletto consigliere comunale ad Alessandria nel 2007 e riconfermato alle tornate elettorali del 2012 e del 2017. È stato assessore al bilancio e alla programmazione finanziaria dal 2014 al 2017 nella giunta presieduta dal sindaco Maria Rita Rossa. Alle elezioni regionali del 2010 si candida nella circoscrizione di Alessandria ed ottiene 2 480 preferenze, risultando non eletto.
In occasione delle elezioni amministrative del 2022 annuncia la sua candidatura alla carica di sindaco di Alessandria in rappresentanza della coalizione di centro-sinistra. Dopo avere ottenuto il 42,04% al primo turno, vince il ballottaggio contro il candidato del centro-destra e sindaco uscente Gianfranco Cuttica di Revigliasco con il 54,41% dei voti, venendo quindi proclamato sindaco.